# Verre (horlogerie)
Pour les articles homonymes, voir Verre (homonymie).
Ne doit pas être confondu avec verre de montre (équipement de laboratoire).

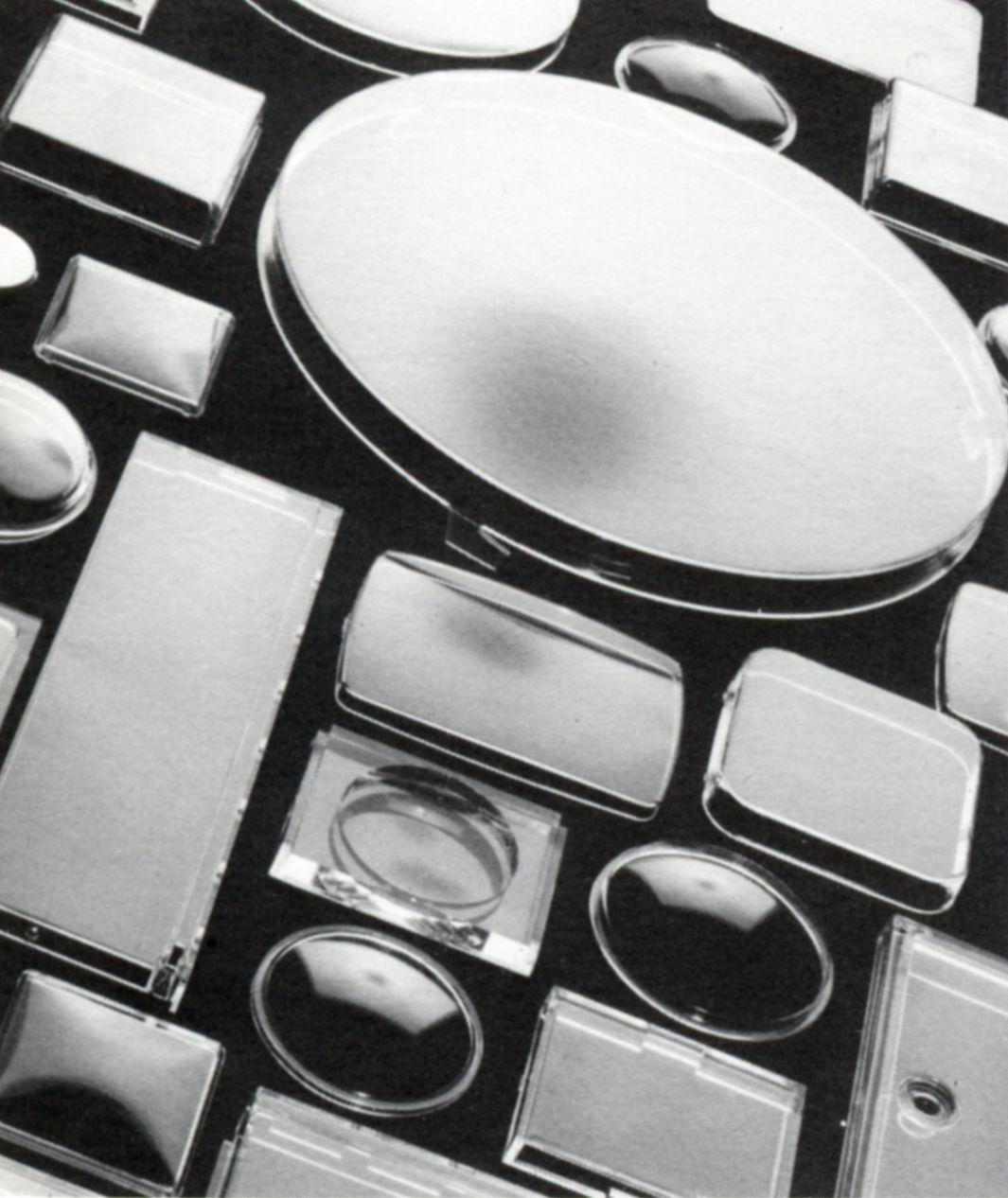
Verres de montre.

Le verre de montre aussi appelé glace de montre, est la partie transparente qui à la fois permet d'en lire les indications et protège ses parties constituantes. À ne pas confondre avec verre de montre : équipement de laboratoire.

## Matériaux
Au départ, constitué de verre puis de matériaux composites, soit en plastique, par exemple Plexiglas, soit à base de verre, les développements des techniques de traitement du saphir de synthèse (corindon mono-cristallin), ont permis son utilisation pour la majorité des montres de qualité, alliant la résistance aux chocs à la résistance aux éraflures, ainsi qu'un coefficient de dilatation quasi inexistant, assurant une grande stabilité et longévité.

## Le verre saphir
Le verre saphir est intervenu à la fin des années 1980 pour les marques de pointe et s’est progressivement généralisé dans le courant des années 90 à toutes les marques de haut de gamme.
Le verre saphir est obtenu à partir d’une « carotte » de monocristal de saphir synthétique réalisée à partir d’une fonte d’alumine à l’aide d’un chalumeau oxhydrique à plus de 2 000 °C. Le procédé a été inventé par le Français Auguste Victor Louis Verneuil en 1902. Il est toujours d’actualité et sert la cause de l’horlogerie à la fois pour les verres, mais également pour les rubis utilisés dans les calibres.
Les verres en saphir ont été très tôt employés par les horlogers et en particulier pour les modèles féminins dont les glaces n’étaient pas très grandes. En effet, à l’origine, les « stalactites » de saphir synthétique n’étaient pas de grande taille et leur découpe imposait des tailles relativement réduites.

## Fixation
Le verre de montre est contenu dans un cran de glace, logement creusé soit dans la lunette du boîtier, soit directement dans sa carrure. Dans les montres étanches, un joint de glace en assure l'élasticité nécessaire.
Aujourd’hui, il faut compter entre 7 et 22 opérations pour tailler un verre saphir de montre et le mettre en forme. Cela explique son prix élevé d’autant que ce matériau ne peut être travaillé que par lui-même ou du diamant en raison de sa grande dureté (échelle de 9 sur l’échelle de Mohs).